# Индский ярус
| система                                                                          | отдел     | ярус        | Ниж. граница, млн лет |
| -------------------------------------------------------------------------------- | --------- | ----------- | --------------------- |
| Юра                                                                              | Нижняя    | Геттангский | 201,4 ±0,2            |
| Триас                                                                            | Верхний   | Рэтский     | ~205,7                |
| Триас                                                                            | Верхний   | Норийский   | ~227,3                |
| Триас                                                                            | Верхний   | Карнийский  | ~237                  |
| Триас                                                                            | Средний   | Ладинский   | 241,464 ±0,28         |
| Триас                                                                            | Средний   | Анизийский  | 246,7                 |
| Триас                                                                            | Нижний    | Оленёкский  | 249,9                 |
| Триас                                                                            | Нижний    | Индский     | 251,902 ±0,024        |
| Пермь                                                                            | Лопинский | Чансинский  | больше                |
| Деление и золотые гвозди в соответствии с IUGS по состоянию на декабрь 2024 года |           |             |                       |

Индский ярус (инд) — первый снизу ярус триасовой системы. Соответствует индскому веку, продолжавшемуся от 251,902 ± 0,024 до 251,2 млн лет назад. Выделен советскими учёными Любовью Кипарисовой и Юрием Поповым в 1956 году. Название получил от имени реки Инд.
В типовом разрезе (река Инд в Соляном хребте) сложен внизу песчаниками, вверху известняками и мергелями. Индский ярус делится на 2 зоны: Otoceras и Gyronites. Отложения индского яруса широко развиты в Евразии, а также в Северной Америке, Африке, Австралии.
Во второй половине XX века маркером границы нижнего триаса считалось появление в бореальной области аммонитов рода Otoceras, существовавшего не более 100 тысяч лет, однако более детальное исследование биостратиграфии нижнего инда выявило диахронность появления этих моллюсков в разных районах Земли.

## Источник
- [bse.sci-lib.com/article054424.html Индский ярус]